# SCATTER -あなたがここにいてほしい-
『SCATTER -あなたがここにいてほしい-』（スキャッター あなたがここにいてほしい）は、新井英樹による日本の漫画作品。『コミックビーム』（エンターブレイン）にて、2009年9月号から2017年2月号まで連載。

## あらすじ
ある日地球上に禍々しい奇妙な謎の物体が飛来してくる。

## 登場人物
久保 ヒカル（くぼ ヒカル）
23歳無職。東京都八王子市在住。BOYZ4MEN (B4M) の元メンバー。異常な性欲の持ち主で、超早漏に加えて、無尽蔵な精力を兼ね備える。夜の公園でパンストを被り下半身を露出していたところ、取材のため盗撮していた沢田と遭遇し沢田のカバンを盗む。その後牧野の昔の友人の同人作家から漫画の原稿を借りて原稿の持ち込みを装い「ファビアナ拓」のペンネームで沢田に接近しようと試みる。その後沢田の紹介で羽鳥のアシスタントになるが性奴隷にされてしまう。その後ふとしたきっかけで遊佐主催のAV男優のオーディションを受けることになるが、オーディションの実態は遊佐の後継者探しであった。その後家出をし、遊佐の家に居候している。
沢田 和美（さわだ かずみ）
三十路。株式会社エンターハーツの漫画雑誌『月刊コミックビーン』の編集者で漫画家・羽鳥エルザ担当。4年前に離婚、息子が1人いる。羽鳥の命令で取材のため夜の公園のカップルの盗撮中、パンストを被って下半身を露出した久保と遭遇しサイフとカード類、仕事道具一式が入ったカバンを盗まれる。
遊佐 虹人（ゆさ こうじん）
覆面をして夜毎女性の寝込みを襲う連続強姦魔。伝説のAV男優で男優当時は「当て馬」、「哭き馬」、「泣かせ馬」と呼ばれていた。東京都北区竜ノ川で豆腐屋を経営している。ある日突然勃起不全に陥る。
キョン
遊佐の仲間。遊佐の後継者探しの手伝いをしている、彼のマネージャーのような存在。
丸（まる）
遊佐の仲間。ジェフとしか会話ができない。人とコミュニケーションを取るときはジェフを介しての会話か、携帯電話に文字を打って、それを対話相手に見せる形をとる。
ジェフ
遊佐の仲間。オスの犬。片目が潰れている。人語が理解できる。ヒカルが散歩につれていったハナと交尾して妊娠させる。
拓（たく）
23歳。B4Mの元メンバー。包皮の先を結んだ形の陰茎の木彫、御本尊「男魂」を作成する。B4M解散後「勃ての会」を結成する。
牧野（まきの）
B4Mの元メンバー。弁当工場勤務。職場の同僚であるブラジル人女性と付き合い始めてからは、B4Mの活動に対して冷ややかな目で見るようになる。
雅之（まさゆき）
B4Mの元メンバー。通称「ベビ」。女性との綺麗な出会いに憧れているが、女性と会話することもできない。女性に対する欲求は人一倍強い。
羽鳥 エルザ（はどり エルザ）
売れっ子漫画家。ハナというメスの犬を飼っている。アシスタントに前園と小西がいる。
久保ヒカルの父
八王子市の環境衛生課の課長。厳格な性格で定職に就かないヒカルに対しても厳しい態度をとる。
久保ヒカルの母
楽観主義な専業主婦。厳格な父親とは対照的で、ヒカルに対しても甘い。
久保 夏希（くぼ なつき）
久保ヒカルの妹。学生。兄であるヒカルのことを蔑んでいる。彼氏とリビングで性交しているところをヒカルに見られ喧嘩沙汰になる。
沢田 大輔（さわだ だいすけ）
沢田和美の息子。
教授（きょうじゅ）
「万物即答」を謳い100円で人生相談・禅問答を行うホームレス。
門脇江利子（かどわきえりこ）
61歳の元ストリッパー。通称エリ。ストリッパー時代の源氏名は星空ゆめみ。

## 組織・団体
BOYZ4MEN
通称「B4M」。女性と「やらず、触わらず、近寄らせず」の三原則を元に全世界からセックスの根絶を謀るという冗談で始めたグループ。ビデオ製作を行いインターネット上で公開していた。

## 書誌情報
- 新井英樹『SCATTER -あなたがここにいてほしい-』 エンターブレイン〈ビームコミックス〉、全8巻
  1. 2010年2月25日発売 ISBN 978-4-04-726322-2
  2. 2010年12月24日発売 ISBN 978-4-04-726897-5
  3. 2011年11月25日発売 ISBN 978-4-04-727641-3
  4. 2013年1月25日発売 ISBN 978-4-04-728662-7
  5. 2014年1月25日発売 ISBN 978-4-04-729337-3
  6. 2015年1月24日発売 ISBN 978-4-04-730160-3
  7. 2016年1月25日発売 ISBN 978-4-04-730883-1
  8. 2017年1月25日発売 ISBN 978-4-04-734443-3